# Valle de Quetzalcóatl
Valle de Quetzalcóatl är en ort i Mexiko.   Den ligger i kommunen Champotón och delstaten Campeche, i den östra delen av landet, 900 km öster om huvudstaden Mexico City. Valle de Quetzalcóatl ligger 30 meter över havet och antalet invånare är 161.
Terrängen runt Valle de Quetzalcóatl är platt. Runt Valle de Quetzalcóatl är det glesbefolkat, med 11 invånare per kvadratkilometer. Närmaste större samhälle är Kikab, 7,8 km norr om Valle de Quetzalcóatl. I omgivningarna runt Valle de Quetzalcóatl växer i huvudsak lövfällande lövskog.